# Drepanogynis pypopyrrha
Drepanogynis pypopyrrha är en fjärilsart som beskrevs av Louis Beethoven Prout 1932. Drepanogynis pypopyrrha ingår i släktet Drepanogynis och familjen mätare. Inga underarter finns listade i Catalogue of Life.